# Fagyas Mária
Fagyas Mária (álneve: Mary Helen Fay) (Budapest, 1905. február 14. – Palm Springs, Kalifornia, USA, 1985. június 24.) Amerikába emigrált magyar író, forgatókönyvíró.

## Életpályája
Fagyas Géza János (1878–1914) bankhivatalnok és Szél Ilona (1881–1947) lánya. Apja elesett az első világháborúban. A Budapesti Tudományegyetemen tanult. Amikor férje, Bús-Fekete László 1940-ben forgatókönyvíróként elszerződött egy amerikai filmgyárhoz, az USA-ba költözött és az elkövetkező években legtöbb munkájukat közösen írták. 1942–1970 között a Twentieth Century Fox, a Metro-Goldwyn-Mayer, a Columbia Picture és a Warner Brothers forgatókönyvírója volt.
Első regényének megírását az 1956-os magyar forradalom ihlette; Bécsben tartózkodott a forradalmi események alatt. Későbbi munkái is magyar témájúak, vagy cselekményeik közép-európai környezetben játszódnak. Színműveiket a Broadway színházai játszották.

## Magánélete
Férje, Bús-Fekete László (1896–1971) magyar író, forgatókönyvíró volt, akivel 1924. június 20-án Budapesten kötött házasságot.

## Színművei
- Embezzled Heaven (1944)
- Alice in Arms (1945)
- The Big Two (1947)
- Faithfully Yours (1951)

## Könyvei
- The Fifth Woman (regény, New York: 1963, London: 1965, megjelent franciául, olaszul, dánul, németül, spanyolul is)
- The Widowmaker (regény, New York: 1966, London: 1967, megjelent franciául, dánul, németül, spanyolul, portugálul, törökül, olaszul is)
- The Twin Sister (regény, New York: 1970, németül, svédül is)
- The Devil's Lieutenant (regény, New York-London: 1970, németül, svédül, finnül, olaszul, spanyolul, franciául is)
- Dance of Assassins (New York: 1973, London: 1974, franciául, törökül, portugálul, svédül, németül, hollandul is)
- Court of Honor (regény, New York: 1978, London: 1979, franciául is)